# La Neuville-aux-Bois
La Neuville-aux-Bois is een gemeente in het Franse departement Marne (regio Grand Est) en telt 162 inwoners (1999). De plaats maakt deel uit van het arrondissement Châlons-en-Champagne.

## Geografie
De oppervlakte van La Neuville-aux-Bois bedraagt 14,5 km², de bevolkingsdichtheid is 11,2 inwoners per km².
De onderstaande kaart toont de ligging van La Neuville-aux-Bois met de belangrijkste infrastructuur en aangrenzende gemeenten.

## Demografie
Onderstaande figuur toont het verloop van het inwonertal (bron: INSEE-tellingen).